# Callisburg
Callisburg – miasto w Stanach Zjednoczonych, w stanie Teksas, w hrabstwie Cooke.